# وولفهارت بانينبيرغ
وولفهارت بانينبيرغ (بالألمانية: Wolfhart Pannenberg)‏ (2 أكتوبر 1928 - 4 سبتمبر 2014) كان عالم لاهوت ألماني. وقد قام بعدد من المساهمات الكبيرة في اللاهوت المعاصر، بما في ذلك مفهومه للتاريخ بوصفه شكلا من أشكال الوحي تركز على قيامة المسيح والتي تم مناقشتها على نطاق واسع في كل من اللاهوت البروتستانتي والكاثوليكي فضلا عن المفكرين غير المسيحيين.

## حياته وآراءه
ولد بانينبيرغ في يوم 2 أكتوبر 1928 في شتتين بألمانيا (ببولندا حاليا). وقد تعمد وهو رضيع في الكنيسة الإنجيلية (اللوثرية)، ولكن بصورة أخرى لم يكن له فعليا أي إتصال بالكنيسة في سنواته الأولى. ومع ذلك وهو في حوالي السادسة عشرة من العمر، خاض تجربة دينية قوية وصفاه في وقت لاحق ب«تجربة الإنارة». سعى لفهم هذه التجربة وقال انه بدأ البحث من خلال أعمال الفلاسفة والمفكرين الدينيين. معلم بمدرسة ثانوية للأدب والذي كان جزءا من الكنيسة الاعتراف خلال الحرب العالمية الثانية شجعه على إلقاء نظرة فاحصة على المسيحية مما أدى إلى «تحول فكري» لديه، والذي أدى إلى إستنتاجه بأن المسيحية هي أفضل خيار ديني متاح. وهذا أوصله إلى دعوته باعتباره لاهوتي.
درس بانينبيرغ في برلين، وغوتنغن، وهايدلبرغ، وبازل. وفي بازل درس بانينبيرغ تحت قيادة كارل بارث. وكانت أطروحته للدكتوراه في هايدلبرغ عن وجهات نظر إدموند شلينك بخصوص القضاء والقدر في أعمال دانز سكوطس والذي قدمه في عام 1953 ونشرت بعد ذلك بعام. أطروحته للتأهيل في عام 1955 تناولت العلاقة بين التجانس والوحي، وخاصة مفهوم التجانس في تدريس معرفة الله.
كتلميذ لكارل لوفيث، واصل بانينبيرغ الجدال ضد هانز بلومبيرغ في ما يسمى ب"النظرية العلمانية". "بلومبيرغ يستهدف حجة لويث أن التقدم هو علمنة المعتقدات اليهودية والمسيحية ويجادل على النقيض بأن العصر الحديث بما فيه إيمان بالتقدم نشأ من ثقافة تحقيق الذات الدنيوية ضد التقليد المسيحي.
تتمركز مهنة بانينبيرغ كلاهوتي حول دفاعه عن اللاهوت كتخصص أكاديمي صارم، وقادر على التفاعل النقدي مع الفلسفة، والتاريخ، والأهم من ذلك كله مع العلوم الطبيعية. ودافع بانينبيرغ أيضا عن علم اللاهوت الخاص بنظرية نقطة أوميغا للفيزيائي الرياضي الأمريكي فرانك جى. تيبلر.
كان بانينبيرغ أحد منتقدي التصديق على العلاقات الجنسية المثلية من قبل الكنيسة الإنجيلية في ألمانيا، ذهب بعيدا إلى حد القول بأن الكنيسة التي توافق على ممارسة المثلية الجنسية لم تعد كنيسة في الحقيقية. وقد أعاد وسام الإستحقاق الفيدرالذي حصل عليه بعد أن تم منحه لناشطة مثليه.

## مهنته
كان بانينبيرغ أستاذ في كليات بالعديد من الجامعات على الدوام بعد عام 1958. وبين عامي 1958 و 1961 كان أستاذ علم اللاهوت النظامي في كلية فوبرتال لللاهوت. بين عامي 1961 و 1968 كان أستاذا في ماينز. كان أستاذا زائرا في العديد من الجامعا مثل: جامعة شيكاغو (1963)، وجامعة هارفارد (1966)، وفي مدرسة كليرمونت للاهوت (1967)، ومنذ عام 1968 أصبح أستاذ علم اللاهوت النظامي في جامعة ميونيخ. وتقاعد في عام 1993، وتوفي في سن 85 في عام 2014.
طوال حياته المهنية كان بانينبيرغ كاتبا غزير الإنتاج. اعتبارا من ديسمبر 2008 سجلت صفحته المنشورة على موقع جامعة ميونيخ 645 منشور أكاديمي باسمه.